# Andre Lima
André Luis Lima Cardoso (Feira de Santana, Bahía; 4 de febrero de 1999) es un artista marcial mixto brasileño que compite en la división de peso mosca de Ultimate Fighting Championship (UFC).

## Carrera de artes marciales mixtas

### Dana White's Contender Series
El 10 de octubre de 2023, como parte de la séptima temporada del Dana White's Contender Series, Lima fue programado para la pelea coestelar contra Rickson Thai Zenidim Bueno en una pelea de peso mosca. Lima no solo venció a su rival mediante decisión unánime y un puntaje favorable de los jueces, sino que fue uno de los cuatro peleadores que obtuvo un contrato con UFC.

### Ultimate Fighting Championship
Lima debutó en UFC el 23 de marzo de 2024, habiendo sido programado para enfrentar a Igor Severino en UFC on ESPN 53. Ganó la pelea por descalicación después de que Severino le mordiera el cuello. Como resultado, a Lima se le otorgó el premio honorífico a la Mordida de la Noche.
Se esperaba que Lima enfrentara a Park Hyun-sung el 1 de junio de 2024 en UFC 302. No obstante, Hyun-sung fue sacado del evento debido a una lesión; Nyamjargal Tumendemberel había ocupado su lugar, pero después se retiró debido a problemas de visa. Finalmente, se anunció que Mitch Raposo sería el oponente de Lima para el evento. Lima ganó la pelea por decisión dividida.
Lima se enfrentó a Felipe Dos Santos el 7 de septiembre de 2024 en UFC Fight Night 242. Ganó la pelea por decisión unánime.
Lima se enfrentó a Daniel Barez el 15 de marzo de 2025 en UFC Fight Night 254. Ganó la pelea por sumisión en el tercer asalto.

## Récord en artes marciales mixtas
| Récord profesional | Récord profesional | Récord profesional |
| 11 peleas          | 11 victorias       | 0 derrotas         |
| ------------------ | ------------------ | ------------------ |
| Nocaut             | 5                  | 0                  |
| Sumisión           | 1                  | 0                  |
| Decisión           | 4                  | 0                  |
| Descalificación    | 1                  | 0                  |

| Resultado | Récord | Oponente                   | Método                      | Evento                                  | Fecha                   | Ronda | Tiempo | Localización         | Notas |
| --------- | ------ | -------------------------- | --------------------------- | --------------------------------------- | ----------------------- | ----- | ------ | -------------------- | ----- |
| Victoria  | 11–0   | Daniel Barez               | Sumisión (rear-naked choke) | UFC Fight Night: Vettori vs. Dolidze 2  | 15 de marzo de 2025     | 3     | 3:05   | Las Vegas, Nevada    |       |
| Victoria  | 10–0   | Felipe Dos Santos          | Decisión (unánime)          | UFC Fight Night: Burns vs. Brady        | 7 de septiembre de 2024 | 3     | 5:00   | Las Vegas, Nevada    |       |
| Victoria  | 9–0    | Mitch Raposo               | Decisión (dividida)         | UFC 302                                 | 1 de junio de 2024      | 3     | 5:00   | Newark, Nueva Jersey |       |
| Victoria  | 8–0    | Igor Severino              | DQ (mordida)                | UFC on ESPN: Ribas vs. Namajunas        | 23 de marzo de 2024     | 2     | 2:52   | Las Vegas, Nevada    |       |
| Victoria  | 7–0    | Rickson Thai Zenidim Bueno | Decisión (unánime)          | Dana White's Contender Series           | 10 de octubre de 2023   | 3     | 5:00   | Las Vegas, Nevada    |       |
| Victoria  | 6–0    | Igor Taylon                | TKO (rodillazos)            | LFA 162                                 | 7 de julio de 2023      | 2     | 4:59   | São Paulo            |       |
| Victoria  | 5–0    | Alexandre Rodrigues        | KO (golpe)                  | R1 Fighting Series 2: Brito vs. De Lara | 28 de mayo de 2023      | 1     | 0:56   | São Paulo            |       |
| Victoria  | 4–0    | Natan Willian Ziele        | TKO (golpes)                | Spartacus Fight Event 29                | 11 de febrero de 2023   | 1     | 3:45   | São Paulo            |       |
| Victoria  | 3–0    | Victor Santos              | Decisión (unánime)          | Spartacus Fight Event 25                | 17 de diciembre de 2022 | 3     | 5:00   | São Paulo            |       |
| Victoria  | 2–0    | Luiz Henrique Martins      | TKO (golpes)                | Spartacus Fight Event 20                | 12 de noviembre de 2022 | 1     | 1:01   | São Paulo            |       |
| Victoria  | 1–0    | Joao Vitor Oliveira        | KO (golpes en el cuerpo)    | Spartacus Fight Event 16                | 8 de octubre de 2022    | 1     | 1:55   | São Paulo            |       |